# SS Great Britain
O SS Great Britain foi o primeiro navio transatlântico a ter um casco e uma hélice propulsora de ferro e, quando foi lançado em 1843, era o maior navio da época. Foi originalmente projetado para carregar 120 passageiros de 1ª classe (26 dos quais em cabines separadas), 132 passageiros de segunda classe e 120 oficiais da tripulação, mas quando um convés extra foi construído sua capacidade aumentou para 730 passageiros. Em 26 de Julho de 1845, o navio fez sua viagem inaugural para Nova Iorque, uma jornada completada em 14 dias. Atualmente é uma atração no museu do porto de Bristol.

## História
O SS Great Britain foi projetado por Isambard Kingdom Brunel, Thomas Guppy, Christopher Claxton e William Patterson para a Great Western Steamship Company e construído num dique seco especialmente adaptado em Bristol.

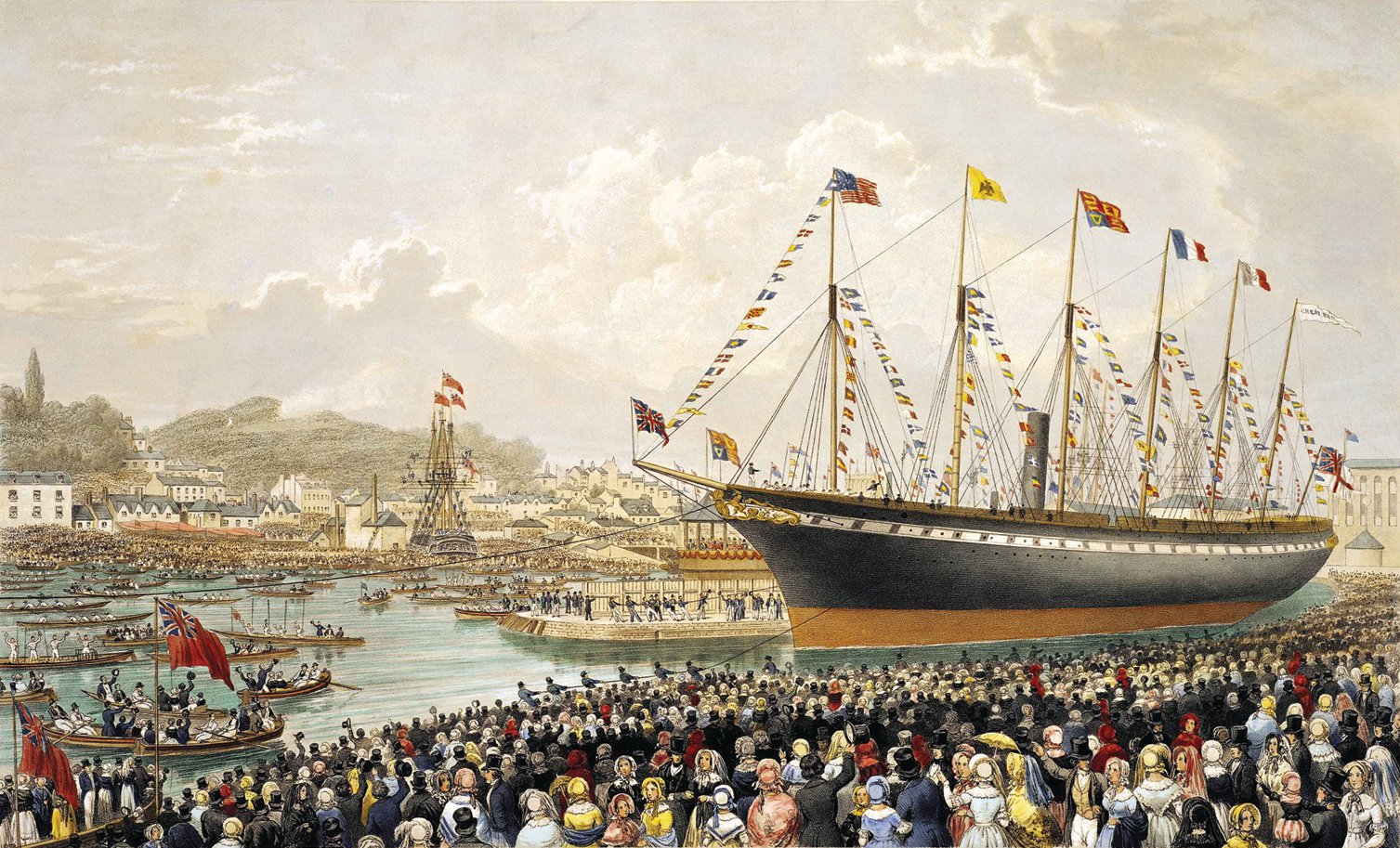
Botadura do Great Britain em Bristol. Quadro de Joseph Walter.

O lançamento ocorreu em 19 de Julho de 1843. As condições do tempo eram favoráveis mas jornais registraram que após um início maçante, o tempo melhorou com apenas algumas chuvas intermitentes. A atmosfera no dia pode ser melhor definida pela reportagem do dia seguinte no The Bristol Mirror: "Largas multidões começaram a chegar cedo no dia incluindo muitas pessoas que viajaram a Bristol para ver o espetáculo. O caminho havia sido limpo e Temple Street decorada com bandeiras, flores e faixas. Meninos da City School e meninas da Red Maids foram enfileirados numa elegante formação por todo o comprimento do Exchange. A rota era uma massa de cores e todos estavam nas ruas como em um feriado. A atmosfera de alegria até permitiu que os problemas da dissensão política em Londres fossem esquecidos".

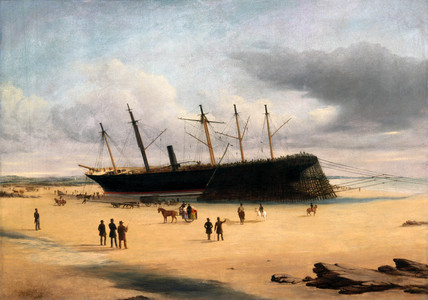
O Great Britain encalhado na baía de Dundrum (1846).

Em Novembro de 1846, com apenas poucos anos após ter sido lançado, o navio encalhou nas areias da baía de Dundrum, no condado de Down na Irlanda e havia sérias dúvidas se seria possível desencalhá-lo. O próprio Brunel aconselhou que se havia um engenheiro naval que pudesse fazê-lo este seria Andrew Swan de Brisbane. Bremner foi contratado e o Great Britain foi desencalhado em Agosto de 1847. Entretanto, o custo de salvar o navio levou à falência a Great Western Steamship Company, e o  SS Great Britain foi vendido e transformado em um barco de emigração.
O Great Britain passou então a fazer a maioria de suas viagens entre o Reino Unido e a Austrália.  Em 1852, fez sua primeira viagem a Melbourne, Australia, levando 630 emigrantes. O interesse pela embarcação foi tão grande na cidade que aproximadamente 4 000 pessoas pagaram um shilling para vê-lo.
Entre 1855 e 1858, também foi usado para transporte de tropas, durante a Guerra da Criméia e a Revolta dos sipais e em 1882, foi transformado num veleiro, para transporte de carvão mas, depois de um incêndio a bordo em 1886, foi seriamente danificado.  Foi então vendido para a Falkland Islands Company, permanecendo nas Ilhas Malvinas como navio cisterna para armazenamento de carvão até a década de 1930, quando foi sucateado e abandonado. No seu papel como reservatório de carvão, foi utilizado para reabastecer a marinha do Atlântico Sul que derrotou a frota do Almirante Graf Maximilian von Spee, durante a Primeira Guerra Mundial na Batalha das Ilhas Malvinas. Na Segunda Guerra Mundial, parte do seu aço foi utilizado para reparar o HMS Exeter, um dos navios da Marinha Real Britânica que foi seriamente danificado na Batalha do Rio da Prata.

## Restauração

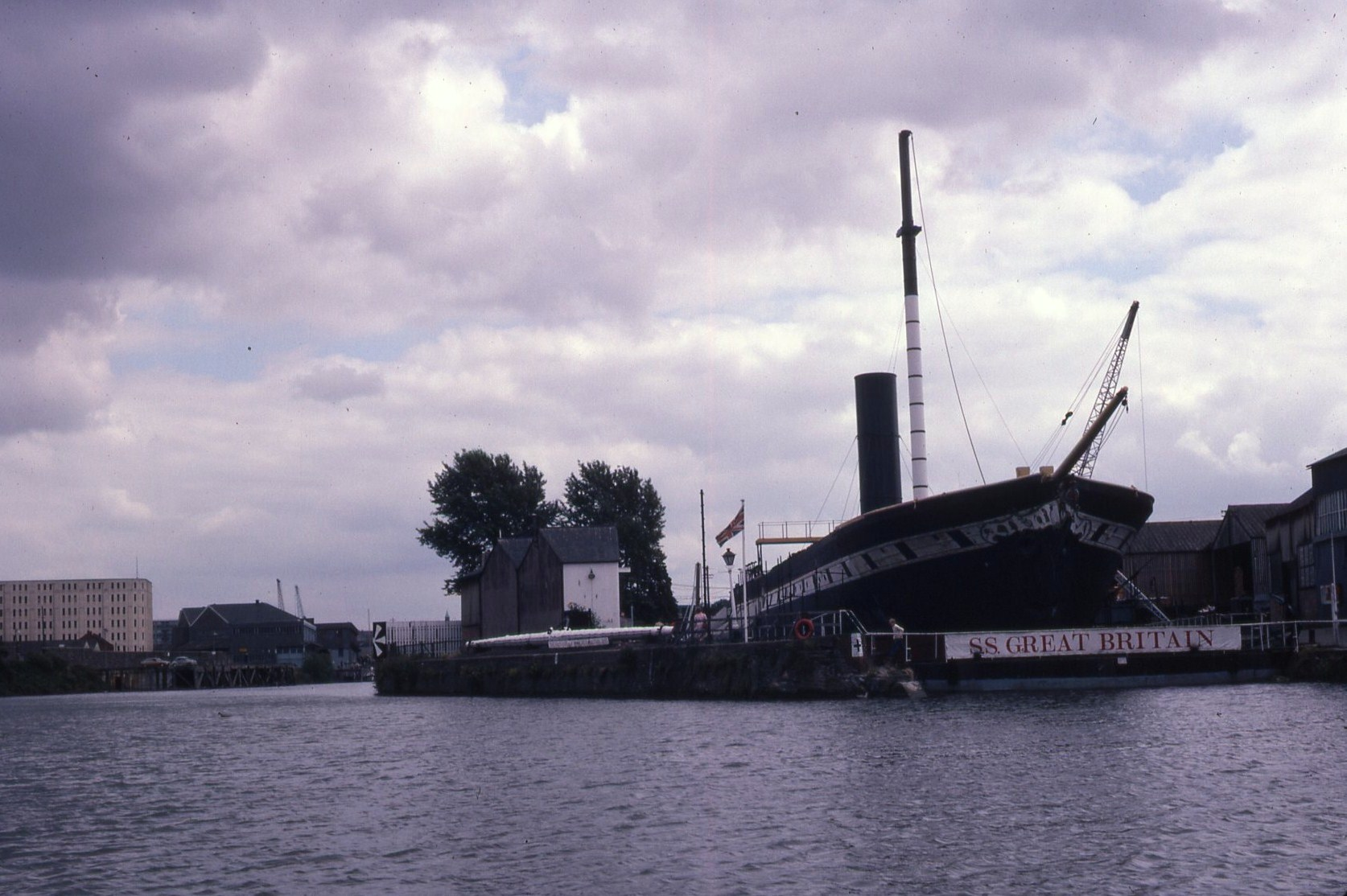
O Great Britain em restauração (Julho de 1978).

Em abril de 1970, a embarcação foi "reflutuada" numa embarcação especial, a Mulus 3, e levada de volta a Bristol pelo rebocador Varius II, para ser conservado como um navio museu. O SS Great Britain retornou então ao seu local de nascimento, o dique seco do estaleiro da Great Western, que foi desativado devido a uma bomba durante a Segunda Guerra e classificado como um Listed building. A operação de salvamento só foi possível graças a diversas doações, incluindo uma de Sir Jack Hayward, e outra de Sir Paul Getty. A intenção original era de restaurar a embarcação conforme o estado original de 1843 entretanto, a filosofia do projeto foi alterada recentemente e a conservação de todo o material pre-1970 se tornou o objetivo.